# Мальмбанан
Мальмбанан (швед. Malmbanan, буквально — Рудная железная дорога) — самая северная западноевропейская железнодорожная линия. Она проходит от находящегося на побережье Ботнического залива города Лулео (Швеция) через специализирующиеся на добыче железной руды города Мальмбергет и Кируна до норвежского порта Нарвик. Норвежский участок дороги носит также название Офотбанен (норв. Ofotbanen).

## История

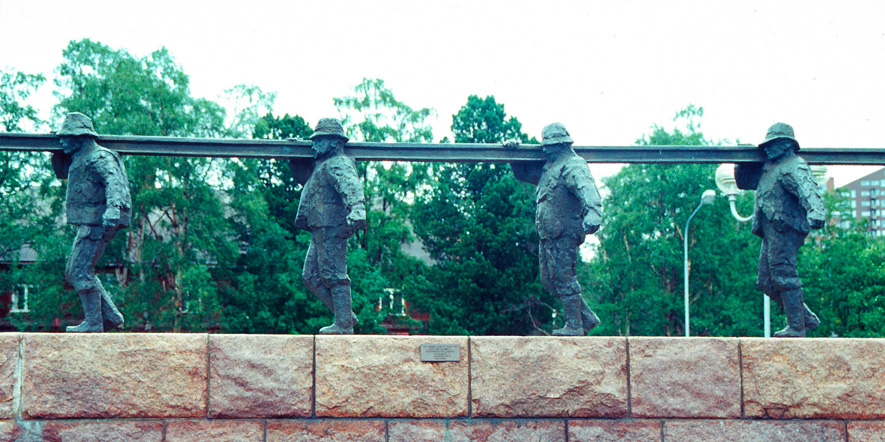
Памятник строителям Мальмбанан в Кируне

Разработка крупнейшего в мире месторождения железной руды возле Кируны потребовала строительства железнодорожной линии, связывающей места разработки с портовыми городами. Её постройка началось уже в XIX веке, однако строительство, которое велось британскими компаниями, было сопряжено с серьёзными трудностями как технического, так и экономического характера (в том числе банкротства подрядчиков и управляющих компаний). В связи с этим к 1888 г. был построен лишь участок от Кируны до Елливаре, а к концу XIX века — до Лулео. Учитывая большое расстояние от Лулео до портов стран — крупнейших потребителей железной руды, а также замерзание порта зимой, этого было недостаточно для успешного развития. Поэтому в начале XX века за строительство участка, соединявшего Кируну и Нарвик, взялось шведское правительство (в этот исторический период Швеция и Норвегия образовывали государственный союз). К 14 июля 1903 года этот участок был официально открыт шведским королём Оскаром II. Между 1915 и 1923 гг. дорога была электрифицирована.

## Технические данные
- Система электрификации — переменный ток 15 кВ 16⅔ Гц.
- Ширина колеи - 1435 мм.
- Допустимая нагрузка на ось — 30 тс.
- Используется автосцепка СА-3.

## Подвижной состав
|  | Название           | Время службы | Мощность        | Количество |
|  | ------------------ | ------------ | --------------- | ---------- |
|  | SJ Ma/Mb (паровоз) | 1902 — ?     |                 | 34         |
|  | SJ R               | 1908—1922    | сила тяги 18 тс | 5          |
|  | SJ O               | 1914 — ?     |                 |            |
|  | NSB El 3           | 1925—1967    | 2 × 2,134 кВт   | 10         |
|  | NSB El 4           | 1925—1963    | 2 × 2,088 кВт   | 5          |
|  | SJ Dm3             | 1953 — ?     | 3 × 2,400 кВт   | 97         |
|  | NSB El 12          | 1954 — 92    | 2 × 2,398 кВт   | 8          |
|  | NSB El 15          | 1967—2004    | 2 × 5,400 кВт   | 6          |
|  | SJ Rm              | 1977—1985    | 3 × 3,600 кВт   | 6          |
|  | IORE               | с 2000       | 2 × 5,400 кВт   | 18         |